# Isidor Dannström
Johan Isidor Dannström (14. december 1812 – 17. oktober 1897) var en svensk sanger, sangpædagog og komponist.
Som 14-årig blev Dannström optaget på Musikaliska akademien. I årene 1829-1833 arbejdede han på et handelskontor for at tjene til sin videre uddannelse. Samtidig underviste han i sin fritid i sang og musik.
I 1836 begav han sig til Berlin, hvor han studerede musikteori og sang, hvorefter han fortsatte til Wien, Trieste, Milano og Bergamo. Tilbage i Sverige, debuterede han på som operasanger 1841 og var ansat på Kungliga Operan 1842-1844. Han sang flere store roller som Don Juan, Almaviva og Figaro i Figaros Bryllup. I 1844 drog han atter udenlands. Denne gang til Paris for at studere mere. Da han vendte tilbage nedsatte han sig som sanglærer og instrumenthandler.
Hans musikalske arv består af en mængde populære sange, nogle operetter og bravurnumre for koloratursopran. Desuden udgav han en Sångmetod i 1849.

## Musik
- Skomakaren och hans fru (operette 1847)
- Herr och fru Tapperman (operette 1848)
- Doktor Tartaglia (operette 1851)
- Lordens rock (operette 1861)